# 刘军川
刘军川（1963年1月—），河南省林县人，1983年毕业于厦门大学经济系政治经济学专业，1985年6月加入中国共产党。曾任国务院台湾事务办公室副主任，现任中央纪委国家监委驻中央统战部纪检监察组组长。

## 生平
1983年8月，任空军指挥学院训练部教员；1984年5月，任空降兵15军45师政治部干事；1986年1月，任空军指挥学院训练部讲师；
1993年9月，任中央台办、国台办综合局主任科员；1995年9月，任国台办联络局二处副处长；1998年5月，借调到新华社香港分社台务部工作；
2001年10月，任国台办联络局三处助理调研员；2001年12月，任国台办经济局一处副处长；2002年7月，任国台办经济局一处处长；2005年11月，任国台办经济局副局长；2009年6月，任国台办联络局局长（2017年9月至2018年1月在中央党校中青一班学习）；
2019年7月，任中央台办、国台办副主任。
2021年10月29日，刘军川在湖北省宜昌市举行的“新征程中的两岸关系和平发展”为主题的第四届“国家统一与民族复兴”研讨会上表示：“海峡两岸统一后，台湾财政收入尽可用于改善民生。”
2022年7月，转任中央纪委国家监委驻中央统战部纪检监察组组长。